# Laura Innes
Pour les articles homonymes, voir Innes.
Laura Elizabeth Innes est une actrice, réalisatrice et scénariste américaine née le 16 août 1957 à Pontiac, Michigan, aux États-Unis.

## Biographie
Laura Elizabeth Innes est la dernière des six enfants de Laurette et Robert Innes (mort en 1995).
C’est toute jeune qu’elle découvre le théâtre au Stratford Shakespeare Festival en Ontario. Elle décidera alors de passer son baccalauréat (bachelor, équivalent de la licence française) de théâtre à la Northwestern University, où elle fera aussi partie de la sororité Alpha Chi Oméga. Elle y rencontre Megan Mullally, qui joue dans Will et Grace.
Elle commence sa carrière au théâtre, dans les années 80, jouant notamment le rôle de Stella dans Un tramway nommé Désir, aux côtés de John Malkovich. Peu de temps après, elle commence à jouer dans des séries télévisées comme Hey Dude de Ross Bagwell ou Wings de David Angell, ainsi que dans des téléfilms comme Le Prix d'une vie de Sam Pillsbury. Mais c'est son rôle dans la série Urgences qui fera d'elle une star en 1995. Elle y joue le rôle de Kerry Weaver, une femme médecin lesbienne au caractère bien trempé.
Vers la fin des années 90, elle joue de petits rôles dans des films comme Deep Impact, de Mimi Leder.
Elle passe aussi derrière la caméra pour réaliser entre autres des épisodes d'Urgences ou de À la Maison-Blanche, autre série à succès.
Depuis 1988, elle est mariée à David Brisbin (qui joue le Dr Alex Babcock dans Urgences) et ils ont deux enfants : Cal, né en 1990 et Mia, jeune chinoise adoptée en avril 2002. Ils vivent maintenant à Los Angeles.

## Théâtre
- Un tramway nommé Désir de Tennessee Williams, Goodman Theater : Stella
- Edmund de David Mamet : Glenna
- 1985 : Our Town de Thornton Wilder
- 1987 : Dracula de Len Jenkins
- 1991 : Three Sisters d'Anton Tchekhov
- 1992 : Two Shakesperean Actors, Lincoln Center : Robertson

## Filmographie

### En tant qu'actrice

#### Cinéma
- 1978 : Furie : Jody
- 1993 : Les Soldats de l'espérance : une hémophile
- 1998 : Deep Impact : Beth Stanley
- 1999 : Can't Stop Dancing : L'hôtelière

#### Télévision
- 1986 : The Stiller and Meara Show : Krissy Bender Marino
- 1988 : Another World : le fantôme de Nora Diamond
- 1989 : Jacob Have I Loved : Mrs. Rice
- 1989 : Hey Dude : Miss Andrews
- 1990 : Hey Dude : Mrs. Fleeman
- 1991 - 1993 : Wings : Bunny Mather
- 1993 : Manipulation meurtrière (Telling Secrets) : Angelyn Graham
- 1993 : La Véritable Histoire de Cathy Mahone (Desperate Rescue: The Cathy Mahone Story)
- 1993 : When Love Kills: The Seduction of John Hearn : Laurel Hearn
- 1993 : Brooklyn Bridge (en) : Mrs. Kramer
- 1993 : Passion enflammée (Torch Song) : Ronnie
- 1993 : Baskerfield P.D. : Darcy Wilkes
- 1994 : The Good Life (en) : une actrice
- 1994 : La Vie à cinq : Liz
- 1995 : La Mémoire volée (See Jane Run) : Mrs. Klinger
- 1995 : Angela, 15 ans : Sheryl Fleck
- 1995 : Un papa de rechange (Just Like Dad) : Rose
- 1995 - 2007 : Urgences : Dr. Kerry Weaver
- 1996 : The Louie Show : Sandy Sincic
- 1999 : Le Prix d'un cœur brisé (The Price of a Broken Heart) : Lynn
- 1999 : À la Maison-Blanche : une reporter
- 2001 : Le Prix d'une vie : Pat Melancon
- 2010 : The Event : Sophia Maguire
- 2012 : Awake : capitaine Tricia Harper
- 2012 : Warehouse 13 : Emma Jinks (saison 4, épisode 9)
- 2017 : Colony : Karen Brun
- 2018 : How to Get Away With Murder (série télévisée) : Lynne Birkhead, la gouverneure (saison 5 et 6)

### En tant que réalisatrice
- Urgences (12 épisodes) :
  - Power (1999)
  - Be Still My Heart (2000)
  - If I Should Fall from Grace (2001)
  - Sailing Away (2001)
  - A Hopeless Wound (2002)
  - NICU (2004)
  - The Human Shield (2005)
  - Nobody's Baby (2005)
  - Tell Me No Secrets... (2006)
  - Strange Bedfellows (2006)
  - Coming Home (2007)
  - Sea Change (2007)
- À la Maison-Blanche (5 épisodes) :
  - Let Bartlet Be Bartlet (2000)
  - Shibboleth (2000)
  - Constituency of One (2003)
  - The Dover Test (2004)
  - The Wake Up Call (2005)
- Hôpital San Francisco, épisode Pick Your Battles (2002)
- Dr House, épisode Informed Consent (2006)
- Studio 60 on the Sunset Strip, épisode 4 A.M. Miracle (2007)
- Journeyman, épisode The Year of the Rabbit (2007)
- Brothers and Sisters, épisode Le Livre de la discorde (2008)
- The Affair, épisodes 205 et 208 (2015)

### En tant que scénariste
- Hey Dude, épisode Rest in Pieces (1989)

## Récompenses et distinctions

### Récompenses
- TV Guide Awards 1998 : Meilleure distribution d'une série dramatique pour Urgences (partagée)
- TV Guide Awards 1999 : Meilleure distribution d'une série dramatique pour Urgences (partagée)
- Artistry Awards 2003

### Nominations
- Golden Globes 1995 : Meilleure distribution d'une série dramatique pour Urgences (partagée)

- Golden Globes 1996 : Meilleure distribution d'une série dramatique pour Urgences (partagée)
- Screen Actors Guild Awards 1996 : Meilleure distribution d'une série dramatique pour Urgences (partagée)
- Viewers of Quality TV 1996 : Actrice préférée

- Golden Globes 1997 : Meilleure distribution d'une série dramatique pour Urgences (partagée)
- Primetime Emmy Awards 1997 : Meilleur réalisateur d'une série dramatique
- Screen Actors Guild Awards 1997 : Meilleure distribution d'une série dramatique pour Urgences (partagée)
- Viewers of Quality TV 1997 : Actrice préférée

- Golden Globes 1998 : Meilleure distribution d'une série dramatique pour Urgences (partagée)
- Primetime Emmy Awards 1998 : Meilleure actrice dans une série dramatique
- Screen Actors Guild Awards 1998 : Meilleure distribution d'une série dramatique pour Urgences (partagée)
- Viewers of Quality TV 1998 : Actrice préférée

- Golden Globes 1999 : Meilleure distribution d'une série dramatique pour Urgences (partagée)
- Screen Actors Guild Awards 1999 : Meilleure distribution d'une série dramatique pour Urgences (partagée)
- Viewers of Quality TV 1999 : Actrice préférée

- Golden Globes 2000 : Meilleure distribution d'une série dramatique pour Urgences (partagée)
- TV Guide Awards 2000 : Meilleure distribution d'une série dramatique pour Urgences (partagée)
- Viewers of Quality TV 2000 : Actrice préférée

- GLAAD Media Awards 2001 : Meilleure actrice dans une série dramatique

- Primetime Emmy Awards 2003 : Meilleure distribution d'une série dramatique pour Urgences (partagée)